# Motyl (powiat tucholski)
Motyl – osada w Polsce, położona w województwie kujawsko-pomorskim, w powiecie tucholskim, w gminie Gostycyn.
Miejscowość Motyl dzieli się na dwie części: większą Motyl w granicach gminy Koronowo i mniejszą należącą do gminy Gostycyn (dzieli je rzeka Sępolenka).
Leży w pobliżu drogi wojewódzkiej nr 237. Znajduje się tu zespół dworski (k. XIX, nr rej.: A/1448 z 15.06.198), w którego skład wchodzą: dwór z 1883 roku, młyn wodny z 1928 roku (nieczynny), spichrz, park, stodoła oraz chlew. Ponadto, na trasie nieczynnej linii kolejowej Tuchola – Koronowo znajduje się trójprzęsłowy, kamienno-ceglany most kolejowy.
W latach 1975–1998 miejscowość administracyjnie należała do województwa bydgoskiego.

## Galeria zdjęć

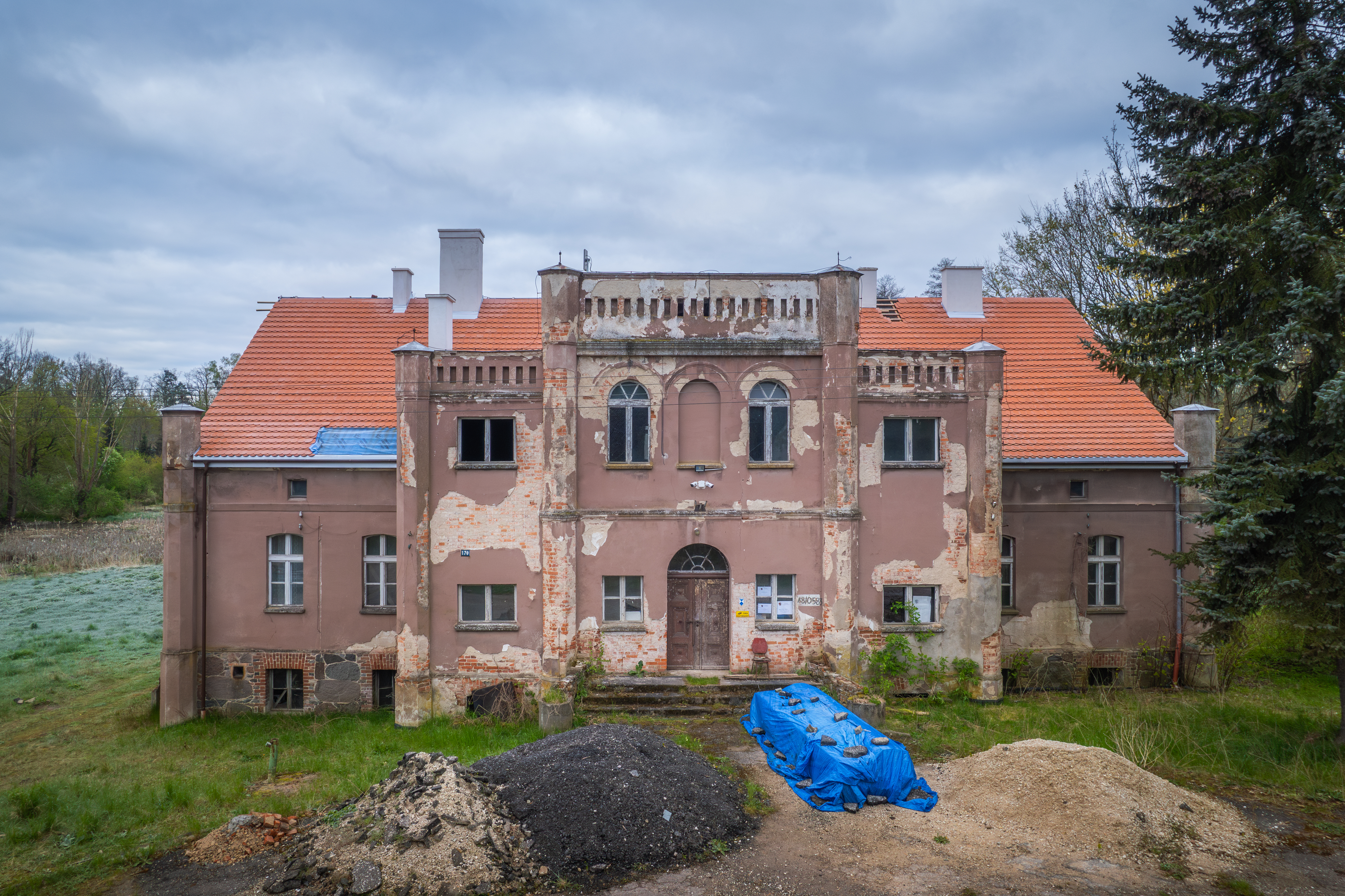
Dwór od frontu
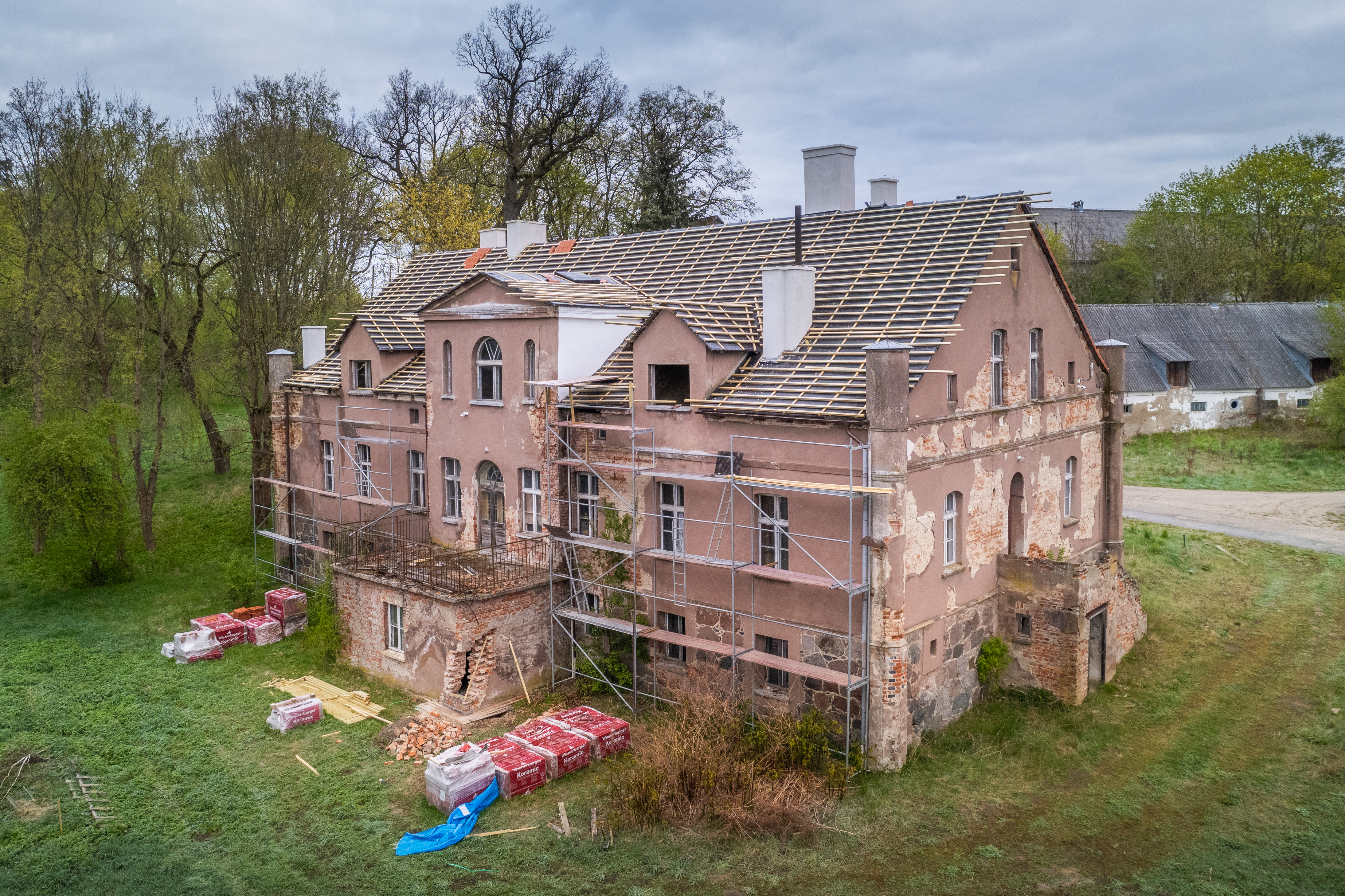
Dwór od tyłu
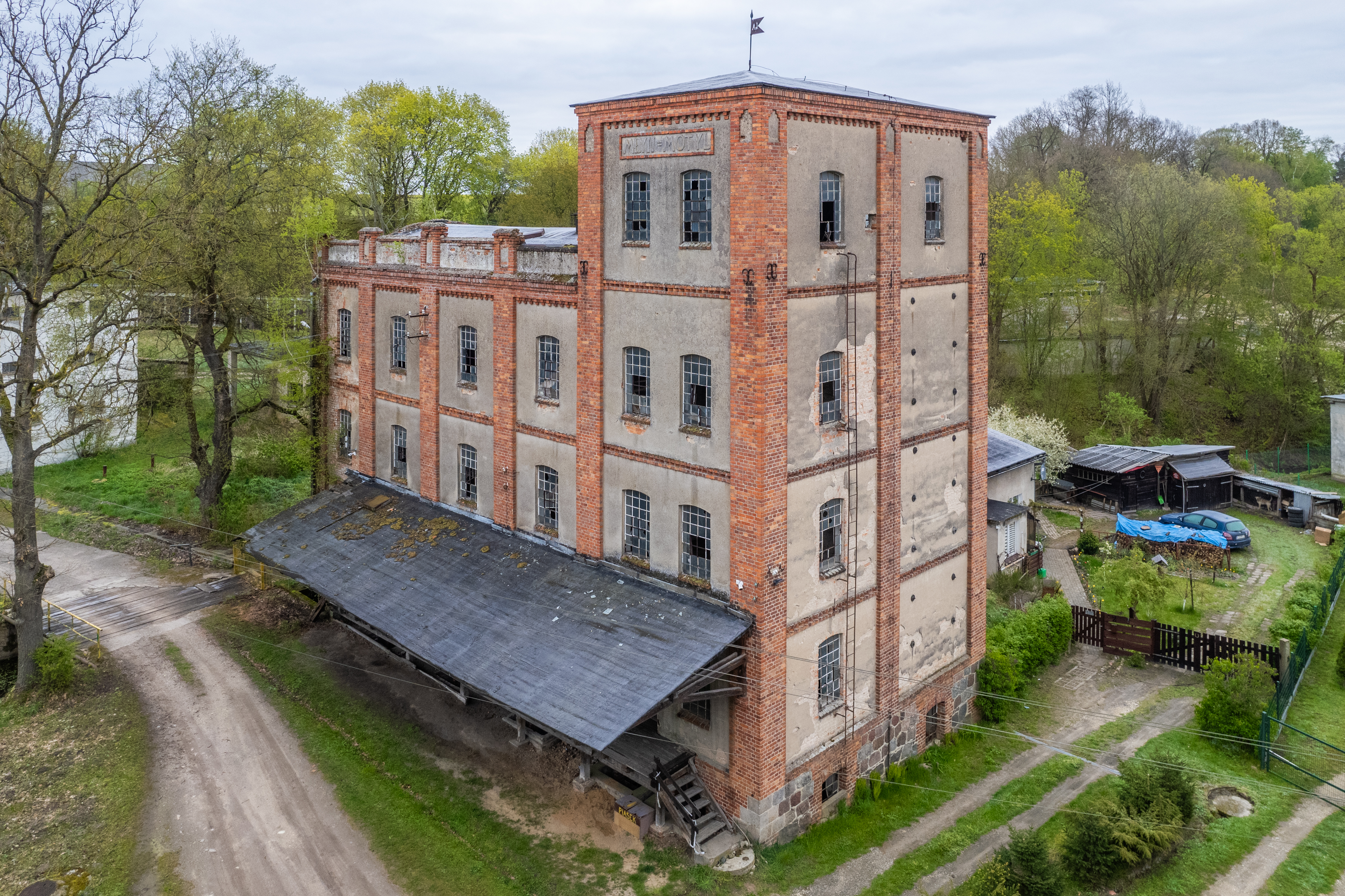
Młyn
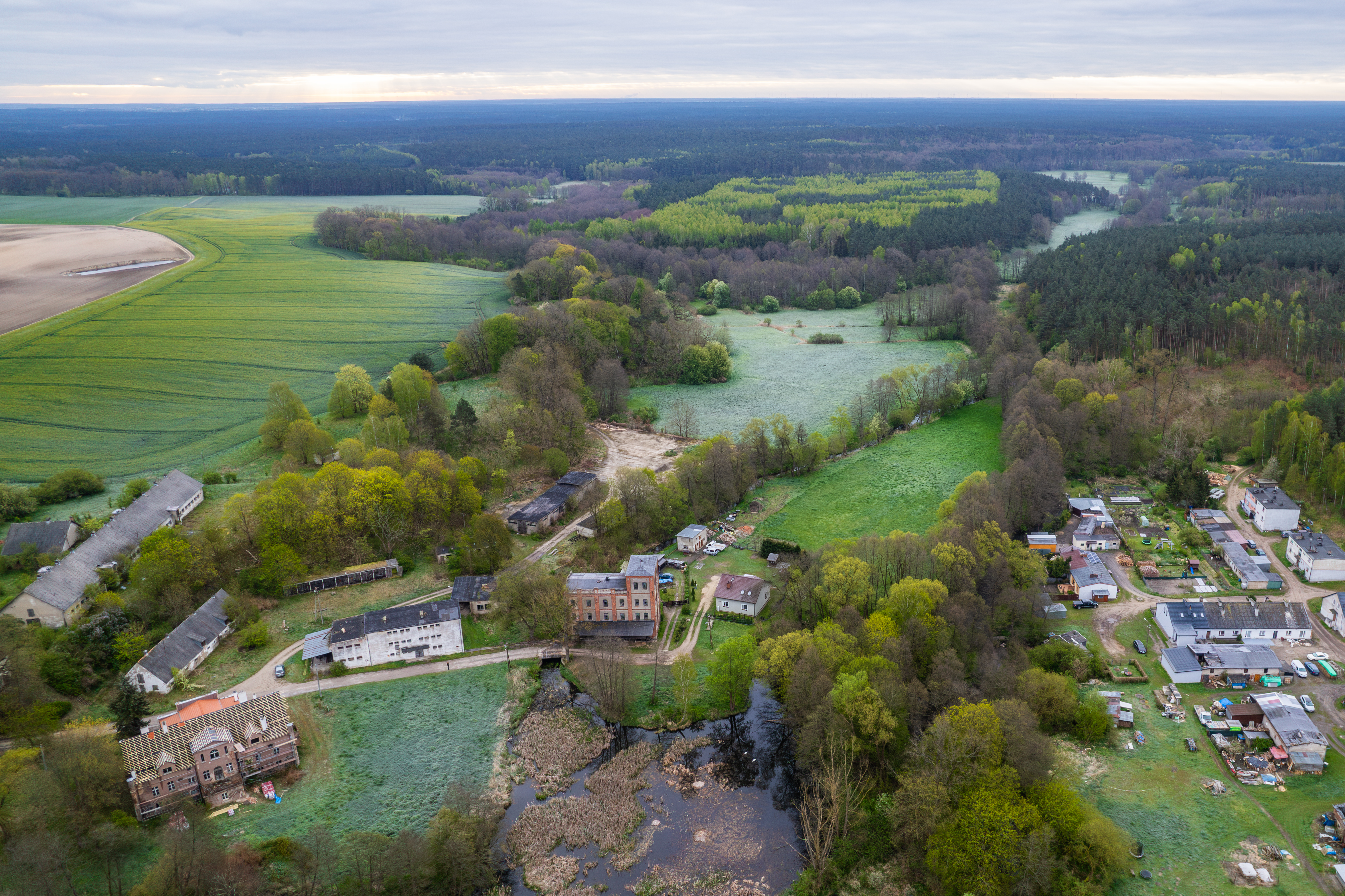
Widok z powietrza na osady Motyl rozdzielone rzeką Sępolna